# 賈科洛夫灣 (阿拉斯加州)
賈科洛夫灣（英語：Jakolof Bay）是位於美國阿拉斯加州基奈半島自治市鎮的一個非建制地區。該地的面積和人口皆未知。

## 地理
賈科洛夫灣的座標為59°26′49″N 151°30′37″W / 59.44694°N 151.51028°W，而該地的平均海拔高度為32米（即105英尺）。